# ヴァン県
ヴァン県(ヴァンけん、トルコ語: Van ili、クルド語: Parezgêha Wanê、アルメニア語: Վանի մարզ、英語: Van Province)は、トルコ東部の東アナトリア地方にある県で、クルド人が大部分を占める。西はヴァン湖。ヴァン大都市自治体とは同一の範囲である。面積は19,069 km2、人口は2010年現在で1,035,418人である。時計回りに、南にハッキャリ、シュルナク、西にスィイルト、ビトリス、北にアールと接しており、東はイラン国境に接する。
ヴァン猫の原産地である。チャルディラーン(Çaldıran)では1990年1月9日にトルコでの史上最低気温である-46.4 °Cを記録した。

## 下位自治体
この県には13の下位自治体がある。
- バフチェサライ（Bahçesaray）
- バシュカレ（Başkale）
- チャルドゥラン（Çaldıran）
- チャタク（Çatak）
- エドレミット（Edremit）
- エルジシュ（Erciş）
- ゲヴァシュ（Gevaş）
- ギュルプナル（Gürpınar）
- イペキヨル（İpekyolu）
- ムラディイェ（Muradiye）
- エザルプ（Özalp）
- サライ（Saray）
- トゥシュバ（Tuşba）

## 歴史
紀元前9世紀ごろ、この地域はウラルトゥ王国の中心地であった。この後ローマの支配をうけ、セルジューク朝のマラズギルトの戦いはヴァン湖の北部で行われた。この地域はセルジューク朝の領土となり、さらに、その後オスマン帝国支配下となる。オスマン時代、この地域はアルメニア人の中心的な居住地だった。第一次世界大戦時、いくらかのアルメニア人はロシア側につきアルメニアの兵として戦った。また、この時期多くのアルメニア人がオスマン朝に暴動を起こし、民族に関わらず多くの人が亡くなった。これに対して、トルコはアルメニア人大虐殺を行い、国際的な非難を浴びている。
2012年に県全体が大都市自治体に指定され、旧ヴァン市は一部がエドレミットに編入される上、トゥシュバとイペキヨルの2つの区に分割された。

## 災害
- 2020年2月4日、5日 - ヴァン県バフチェサライ区で雪崩が発生。直下の道路を走行していた小型バスなどが巻き込まれた。翌5日にかけて行われていた救出活動中に再び雪崩が発生、救助隊員が巻き込まれる二次災害となった。死者38人以上、負傷者53人以上[3]。